# Show Business (filme)

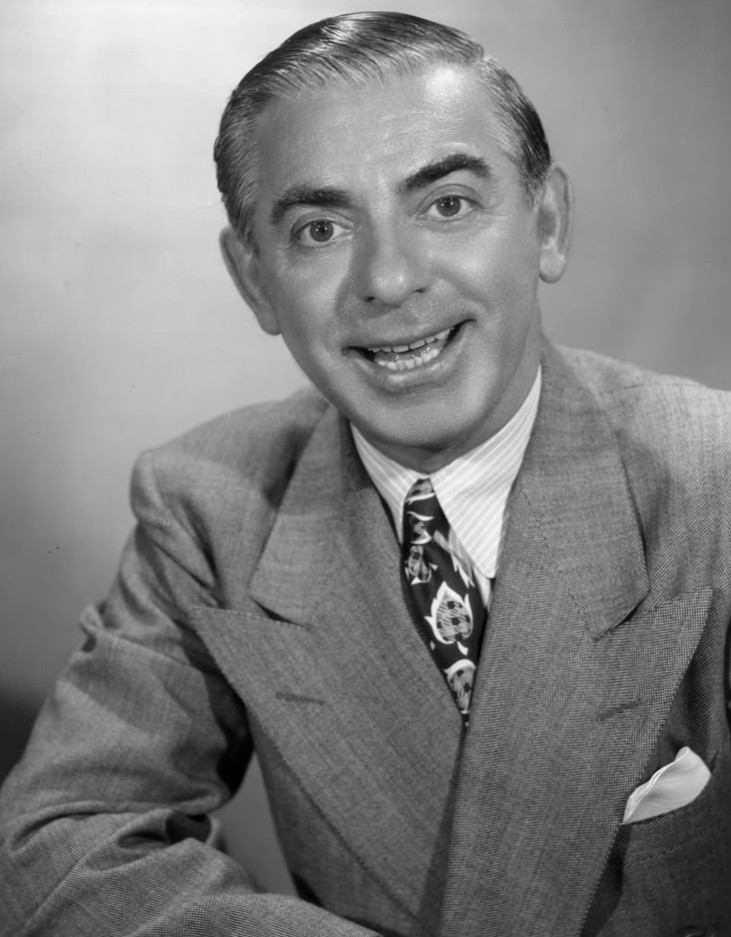
Eddie Cantor, em foto promocional de 1945. O talento de Cantor, evidenciado pelos seus sucessos na Broadway, nunca foi bem explorado no cinema, onde estreou em 1926. Teve mais sorte no rádio, onde estrelou um programa muito popular na década de 1930. Em Show Business, ele conta a história de sua ascensão no vaudeville.

Show Business (Tempos Melhores (título em Portugal) ) é um filme estadunidense de 1944, do gênero comédia musical, dirigido por Edwin L. Marin e estrelado por Eddie Cantor e Joan Davis.

## A produção
Sugerido por incidentes na carreira de Cantor, o filme documenta as transformações que o mundo do entretenimento norte-americano  sofreu entre 1914 e 1929.
Sucesso de bilheteria, entre seus pontos altos estão uma paródia da ópera e o astro Cantor interpretando Dinah (em blackface) e a clássica canção-título, que se tornou famosa desde Whooper, produção da Ziegfeld Follies.
Partes do filme apareceram em forma de flashbacks em sua sequência If You Knew Susie (1948), estrelada pelo mesmo par central.
Entre as canções, destacam-se velhos standards, como Alabamy Bound, They're Wearing Them High in Hawaii, It Had to Be You e I Want a Girl (Just Like the Girl Who Married Dear Old Dad).

## Sinopse
George, Connie, Joan e Eddie encontram-se por acaso e preparam um número, que é um sucesso. Com isso, eles conseguem entrar para o vaudeville. O filme segue seus altos e baixos, encontros e desencontros, fracassos e sucessos através dos anos, desde 1914 até 1929.

## Elenco
| Ator/Atriz      | Personagem     |
| --------------- | -------------- |
| Eddie Cantor    | Eddie Martin   |
| Joan Davis      | Joan Mason     |
| George Murphy   | George Doane   |
| Nancy Kelly     | Nancy Gaye     |
| Constance Moore | Constance Ford |
| Don Douglas     | Charlie Lucas  |